# 영감 (호칭)
영감(令監, 문화어: 령감)은 노인 남성에 대한 한국어 높임말이다. 조선시대에는 종2품부터 정3품 당상관 사이의 품계를 가진 신하들에 대한 호칭으로 사용되었다. 일제강점기에는 군수, 판사, 검사 등에 대한 높임말로 사용되었다가 현재는 노인 남성에 대한 존칭으로 사용된다.

## 역사

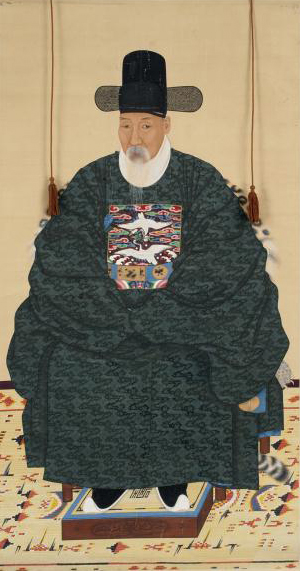
정2품 형조판서를 지냈던 채제공의 초상

### 조선시대
영감과 비슷한 호칭으로 상감(上監), 대감(大監)이 있다. 상감은 국왕(임금)을 이르는 존칭이며, 대감은 정1품과 종1품, 정2품 관원에 대한 존칭으로 조선 초기부터 사용되었다. 영감은 당상관 이상, 종2품 이하의 품계를 가진 신하들에 대한 호칭으로 사용되었다. 또한 영감의 어원이 되는 영(令)과 감(監)의 관직은 신라에서부터 사용되어 영감이라는 호칭은 조선 초기부터 사용되었다고 본다. 반면 이수광은 《지봉유설》에서 원래 영공(令公)이라 부르던 것을 1590년대부터 영감이라 부르기 시작했다고 적었다.
또한 조선에는 노인직이라는 제도가 있어 신분에 관계없이 80세 또는 90세 이상의 노인에게 1품의 품계(品階)를 하사하였다. 이때 임명장으로 노직첩(老職帖)을 발행했는데, 국가 재정이 어려울 때에는 공명첩으로 만들어 팔기도 하였다.

#### 신하 호칭
- 합하(閤下) : 정1품 영의정, 좌의정, 우의정
- 대감(大監) : 정1품, 종1품, 정2품
- 영감(令監) : 종2품, 정3품 당상관
- 나리, 나으리 : 정3품 당하관 이하부터 종9품까지 관원[5]

### 근현대
영감 호칭은 일제강점기에는 판사, 검사, 군수 등에게 사용되었다. 1962년 이후 대한민국의 최고 법원에서는 판사들에게 영감 호칭을 사용하는 관습을 민주주의에 반하는 것으로 간주하고 폐지하였다. 현대에는 나이가 많은 남성에 대한 높임 표현으로 사용된다.

## 같이 보기
- 고려
- 한국어의 높임말